# Haplochytis pseudohesusalis
Haplochytis pseudohesusalis là một loài bướm đêm trong họ Crambidae.